# Tom Paquot
Tom Paquot (Rocourt, 22 settembre 1999) è un ciclista su strada belga che corre per il team Intermarché-Wanty; professionista dal 2021, nello stesso anno si è classificato terzo al Tour du Doubs.

## Palmarès
- 2017 (Juniores)

Vlaams-Brabantse Pijl
- 2019 (Wallonie-Bruxelles Development Team, tre vittorie)

Grand Prix Superette Delhaize-Tilman
4ª tappa Tour de la Province de Liège (Braives > Braives)
Grote Prijs Beerens
- 2020 (Wallonie-Bruxelles Development Team, due vittorie)

1ª tappa Arden Challenge (Manhay > Manhay)
Classifica generale Arden Challenge

### Altri successi
- 2020 (Wallonie-Bruxelles Development Team)

Classifica giovani Ronde van Vlaams-Brabant
Memorial Fred De Bruyne

## Piazzamenti

### Grandi Giri
- Vuelta a España

2024: non partito (16ª tappa)

### Classiche monumento
- Milano-Sanremo

2024: 162°
2025: 166°
- Giro delle Fiandre

2021: ritirato
- Parigi-Roubaix

2021: fuori tempo massimo
- Liegi-Bastogne-Liegi

2022: 88º
2023: ritirato
2025: ritirato